# Independentismo

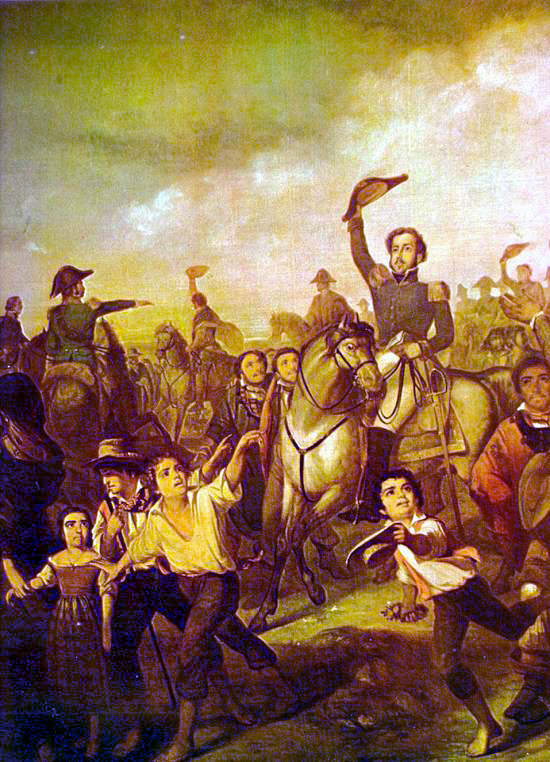
O Grito do Ipiranga, pintura de François-René Moreaux em que se representa a proclamação da independência brasileira, pelo príncipe Pedro de Portugal, primeiro imperador do Brasil, em 1822.

O independentismo, também chamado por vezes separatismo, é um conjunto de ideologias nacionalistas que têm a ver com a reivindicação dos direitos nacionais por parte de um povo sem Estado face a um Estado expansionário maior. Nas aplicações normais em português, muitas vezes o termo separatismo recebe uma denotação pejorativa.
Se opõe ao unionismo (também denominado unitarismo), que é a corrente ideológica que defende o contrário, a união de todo o estado originário.
Há diversas formas de independentismo, que podem aparecer misturados:
- de base política, cívica ou administrativa;
- de base étnica ou "racial";
- de base religiosa;
- de base social.

Existem ainda movimentos independentistas de diversos signos político, alguns com base na reivindicação por livre exercício de autodeterminação reconhecido pelas principais instâncias internacionais, outros promovidos de maneira mais ou menos "artificial" com base em interesses econômicos de elites poderosas, como no caso da região Padânia, no norte da (Itália) ou o departamento de Santa Cruz, na Bolívia.

## Movimentos independentistas bem-sucedidos

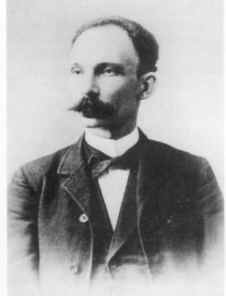
Líder histórico da independência cubana, José Martí.

O processo de formação da maior parte dos países atuais envolveu o separatismo em suas diversas formas. São exemplos disso os numerosos países surgidos dos processos de descolonização das potências imperialistas ao longo dos séculos XIX e XX nas Américas, na África, na Ásia e na Oceania. Foi por processo de separação que os Estados Unidos proclamaram sua independência da Grã-Bretanha, e o Texas, do México, antes de se auto-anexar aos Estados Unidos. O mesmo ocorreu com o Brasil, emancipado de Portugal em 1822, e o Uruguai, emancipado do Brasil, em 1825.
No mundo todo, existem movimentos separatistas em numerosos países, de maior ou menor expressão. Por exemplo, na Europa, apenas a Islândia e Portugal carecem hoje de movimentos soberanistas de grande incidência,[carece de fontes?] uma vez que todos os outros Estados contam com territórios com línguas e consciência nacional próprias. Os movimentos separatistas podem ser armados ou pacíficos, e podem ou não envolver conflitos com os países dos quais se pretende a separação. Alguns casos de separatismo recentemente bem-sucedido, por via militar ou mais ou menos violenta, incluem:
- A Namíbia, da África do Sul, em 1990;
- A Croácia, da antiga Iugoslávia, em 1991;
- A Bósnia, da antiga Iugoslávia, em 1992;
- A Eritreia, da Etiópia, em 1993.

Por via pacífica, mediante referendo, atingiram recentemente a independência, países como:
- A Finlândia, da URSS, em 1918;
- As repúblicas bálticas da ex-União Soviética (Estônia, Letônia e Lituânia, em 1991);
- A Eslovênia, da antiga Iugoslávia, em 1990;
- A Eslováquia e a República Checa, que formavam a Checoslováquia, em 1993;
- Timor-Leste, da Indonésia (mediante referendo após uma longa e violenta guerra de resistência, em 2002);
- Montenegro, em 2006, emancipado da Sérvia mediante um referendo de autodeterminação;
- Sudão do Sul, em 2011, emancipado do Sudão mediante um referendo de autodeterminação.

A independência de Kosovo, emancipado da Sérvia em 2008, ainda não pode ser tida como bem-sucedida, eis que não foi até o momento reconhecida pela Sérvia, Rússia e outros países. Sua independência também não pode ser tida por pacífica ainda, devido à ameaça constante de guerra, tanto civil, podendo envolver a minoria sérvia do norte do país, como externa, contra a própria Sérvia.

## Movimentos independentistas atuais

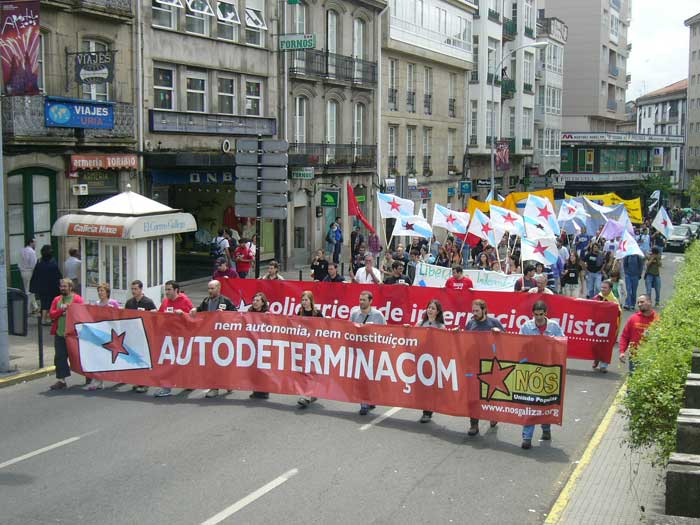
Manifestação independentista na Galiza (Santiago de Compostela, 2005).

Outros movimentos separatistas atuais, em maior ou em menor grau, incluem as seguintes cisões:
- País Basco, da Espanha e da França
- Catalunha, da Espanha
- Galiza, da Espanha
- Córsega, da França
- Bretanha, da França
- Camarões do Sul do Camarões
- Curdistão, da Turquia, do Iraque, do Irã, da Armênia e do Azerbaijão
- Quebec, do Canadá
- Caxemira, da Índia, do Paquistão e da China
- Tibete, da China
- Porto Rico, dos Estados Unidos
- Califórnia, dos Estados Unidos
- Havaí, dos Estados Unidos
- Texas, dos Estados Unidos
- Santa Cruz (departamento) da Bolívia
- Xinjiang, da China
- Cabinda, de Angola
- Escócia, do Reino Unido
- Cabília da Argélia
- Irlanda do Norte, do Reino Unido
- Madeira, de Portugal
- Aceh, da Indonésia
- Flandres, da Bélgica
- Nariño da Colombia
- Chechênia, da Rússia
- Açores, de Portugal
- Somalilândia, da Somália
- Estado da Palestina, de Israel
- Tamil Eelam, do Sri Lanka
- Chipre do Norte, do Chipre
- Transnístria, da Moldávia
- Mayotte, da França
- Nagorno-Karabakh, da Armênia e Azerbaijão
- Sealand, da Grã-Bretanha
- Sardenha, da Itália
- Sicilia, da Itália
- Seborga, da Itália
- Crimeia, da Ucrânia

### Federação Russa
A Federação Russa possui vários movimentos separatistas além da Chechênia e Tartaristão, e sua dissolução é prevista por acadêmicos desde os anos 1990.

## Na história do Brasil

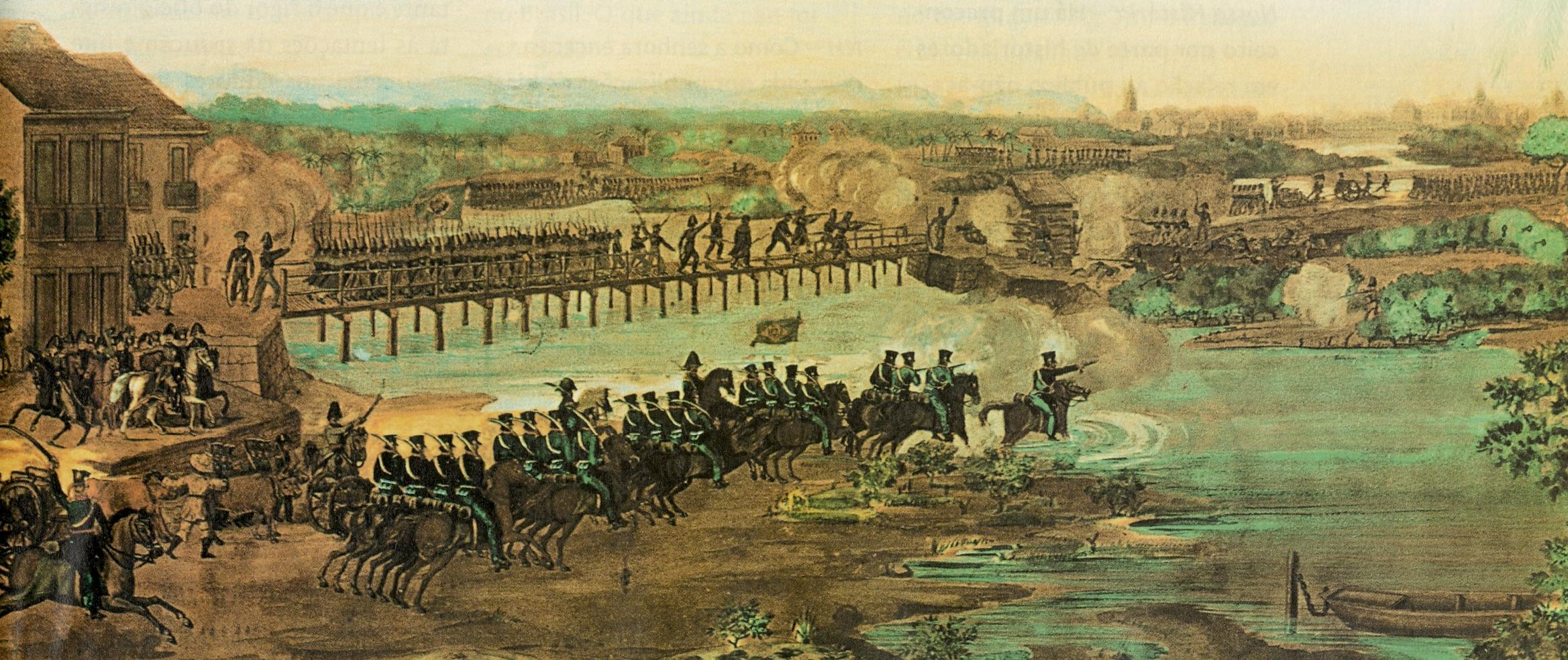
Exército Imperial do Brasil ataca as forças confederadas no Recife, 1824, no contexto da Confederação do Equador.

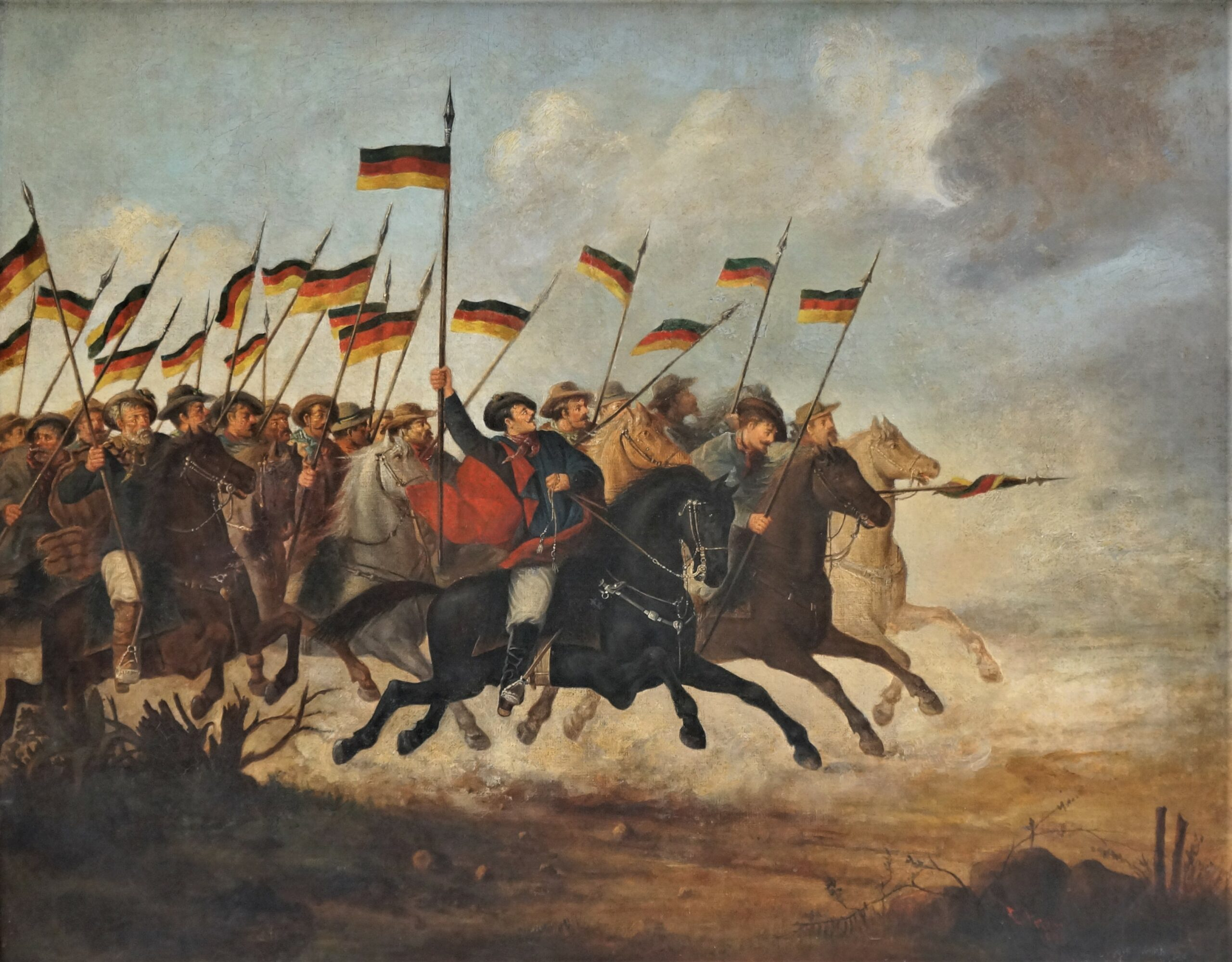
Carga de cavalaria Farroupilha, de Guilherme Litran.

Durante a história do Brasil, especialmente no período imperial, surgiram vários movimentos separatistas, pretendendo formar repúblicas separadas, por acharem que a monarquia brasileira não atendia adequadamente os interesses de uma dada região. Conspiração dos Suassunas, Revolução Pernambucana, Confederação do Equador e Revolução Praieira, em Pernambuco; Cabanagem, no Pará; a Balaiada, no Maranhão; e a Sabinada, na Bahia. Houve também movimentos que defendiam criações de novos estados, como aconteceu com Mato Grosso do Sul e Tocantins.
O único movimento separatista de sucesso no Brasil foi o que proclamou a República Oriental do Uruguai, na Guerra da Cisplatina; e o que mais tempo durou sendo suplantado no final foi o que proclamou a República Rio-Grandense, na Revolução Farroupilha.
Movimentos atuais no Brasil
- Movimento pró República Rio-grandense: Movimento que defende a separação do estado do Rio Grande do Sul.
- República do Pampa: Criado em 1990 por Irton Marx, e defende a separação do estado do Rio Grande do Sul.
- RS Livre: Sigla para movimento Rio Grande Livre, é um movimento pacífico,[carece de fontes?] composto por pessoas que têm em comum o ideal da independência política e administrativa para o Rio Grande do Sul.
- O Sul É o Meu País: Defende a autonomia da Região Sul, constituída por três estados: Rio Grande do Sul, Santa Catarina e Paraná
- Aliança Livre Sulista: É uma organização política que defende a separação dos três estados da Região Sul, formando uma República Parlamentarista independente, denominada República Guarani.
- Grupo de Estudos Nordeste Independente (GESNI): Defende a autonomia de estados de parte da Região Nordeste do Brasil. São eles Piauí, Ceará, Rio Grande do Norte, Paraíba, Pernambuco, Alagoas e Sergipe.
- Movimento República de São Paulo - É um movimento paulista, que atua diretamente com todas as comunidades. Busca alcançar maior autonomia do estado de São Paulo em relação ao Governo Federal com "a mudança do sistema federativo brasileiro para uma confederação de estados livremente associados", conforme reportagem da Terra Magazine.[4][5]
- Também existem pequenos movimentos separatistas em São Paulo, divulgados na internet, especialmente Facebook e Twitter, como por exemplo o Movimento São Paulo Independente e o Movimento São Paulo Livre.

## Na História de Portugal
Na sequência da Revolução dos Cravos (25 de Abril de 1974), formaram-se em Portugal alguns movimentos separatistas para os arquipélagos dos Açores e Madeira.

### Madeira
A FLAMA (Frente de Libertação do Arquipélago da Madeira) (extinto) - movimento independentista da Madeira com respeito a Portugal. A FLAMA levou a cabo ações armadas nos anos 1974-1976, foi desativada, mas realizou recentemente algumas ações propagandísticas.

### Açores
- Frente de Libertação dos Açores (FLA) (ativo[7][8]) - movimento independentista dos Açores com respeito a Portugal. A FLA levou a cabo ações violentas no ano 1975.[9]
- Partido Democrático do Atlântico (extinto[10]) - lutou por uma autonomia mais ampla das regiões autónomas de Portugal (Açores e Madeira) contudo, excluindo a independência das mesmas, pelo que não pode ser considerado um movimento de índole puramente separatista.[11]